# Шульга Валерій Михайлович
Шульга Валерій Михайлович (16 серпня 1944 року, Красноград — 2 листопада 2022) — український радіофізик і радіоастроном, начальник відділу міліметрової радіоастрономії і заступник директора Радіоастрономічного інституту НАН України, професор Харківського національного університету ім. В. Н. Каразіна. Академік НАН України, лауреат Державної премії УРСР (1989) і премії НАНУ ім. М. П. Барабашова (2001).

## Біографія
Народився 16 серпня 1944 року в місті Красноград Харківської області.
1966 року закінчив радіофізичний факультет Харківського університету, а 1969 року — аспірантуру Харківського університету. В 1970—1972 роках працював молодшим науковим співробітником Інституту радіофізики та електроніки. 1972 року захистив у Харківському університеті кандидатську дисертацію «Спін-решітчаста релаксація і нагрівання фононів в кристалах рубіна і сапфіра».
В 1972—1976 роках працював асистентом в Харківському університеті, а в 1976—1986 роках — старшим науковим співробітником Інституту радіофізики та електроніки. Від 1986 року був завідувачем лабораторією Радіоастрономічного інституту, а від 1991 року — завідувачем відділом. 1988 року захистив докторську дисертацію «Нерівноважні і інвертовані стану спінових систем в парамагнетиках з підвищеною концентрацією магнітних центрів і квантове посилення в міліметровому діапазоні». З 1996 року був заступником директора Радіоастрономічного інституту з наукової роботи.
Від 1992 року за сумісництвом працював професором кафедри квантової радіофізики Харківського університету.
4 грудня 1997 року був обраний членом-кореспондентом НАНУ, а 6 травня 2006 року – академіком НАНУ.
Помер 2 листопада 2022 року.

## Наукова діяльність
Основні напрями наукових досліджень Шульги включали квантову радіофізику, радіоастрономію ближнього та далекого космосу, фізичні принципи роботи радіотелескопів, радіозондування природних та штучних об'єктів, астрофізику високих енергій, будова Всесвіту, фізику магнітних явищ, фізику низьких температур, космічне і астрономічне приладобудування.
Шульга створив найбільший високочастотний мазер з рекордними характеристиками за чутливістю, розробив високочутливі приймачі в міліметровому, сантиметровому та дециметровому діапазонах, розпочав в Україні багаточастотні спектральні дослідження радіовипромінювання областей зореутворення. Він з'ясував причину просвітління сегнетоелектриків в оптичному діапазоні при ультрафіолетовому й нейтронному опромінюванні, а для парамагнетиків з домішками іонів групи заліза при наднизьких температурах він першим дослідив спін-фононні взаємодії на надвисоких частотах. 2008 року він брав участь у виконанні програми НАНУ «Дослідження раннього Всесвіту, прихованої маси і темної енергії (Космомікрофізика)».
Був заступником головного редактора журналу «Радіофізика і радіоастрономія», віце-президентом Українського фізичного товариства (1999—2004), членом Експертної ради Вищої атестаційної комісії України, членом спеціалізованої ради із захисту дисертацій. Підготував 3 кандидатів наук.

## Відзнаки
- Державна премія УРСР (1989)
- Премія НАН України ім. М. П. Барабашова за серію робіт «Дослідження спектрів та змінності космічного радіо-випромінювання в міліметровому діапазоні на радіотелескопі РТ-22» (2001)
- Заслужений діяч науки і техніки України (2004)[2]
- Орден «За заслуги» III ступеня (2008)[3]
- На честь науковця названо астероїд 31363 Шульга[4]